# Marko Kiš
Marko Kiš (Krapina, 26. listopada 1910. − Zagreb, 15. veljače 1996.), hrvatski skladatelj, kazališni redatelj, kazališni glumac, kroničar, člankopisac. Sin je hrvatskog pravaškog političara i saborskog zastupnika Vuka Kiša.

## Životopis
Rodio se je u Krapini 1910. godine, u obitelji krapinskog odvjetnika Vuka pl. Kiša. Pučku školu je završio u rodnoj Krapni. U Krapini je nastavio sa školovanjem. Završio je malu realnu gimnaziju. Više razrede realne gimnazije završio je u Zagrebu. Na Pravnom fakultetu u Zagrebu postigao je dvostruki 1937. godine. Zaposlio se je u pravnoj službi grada Zagreba.
Skladao je ova djela pod pseudonimom Marko Radmio:
- Krapinska simfonija za soliste, zborove i orkestar
- Desinićka elegija

U Zagrebu, Krapini, Belcu i Trškom Vrhu priredio je kazališne predstave. Okušao se kao kazališni redatelj i glumac u glazbenom misteriju Na Trškome Vrhu Deželića i Širole.Pisao je kronološke i političke članke, a istakao se podlistkom S podnožja Strahinjčice.